# Адолф XI (Шаумбург)
Адолф XI фон Холщайн-Шауенбург (на немски: Adolf XI von Holstein-Schauenburg; Adolf XIV; * 27 октомври 1547; † 2 юли 1601 в Минден) е управляващ граф на Холщайн-Пинеберг Шауенбург (1581 – 1601).
Той е вторият син на граф Ото IV фон Холщайн-Шауенбург-Пинебург († 1576) и първата му съпруга принцеса Мария фон Померания-Щетин († 1586), дъщеря на херцог Барним IX от Померания-Щетин († 1573) и принцеса Анна фон Брауншвайг-Люнебург († 1568).
Брат е на Херман, княжески епископ на Минден (1566 – 1581), и Антон, княжески епископ на Минден (1587 – 1599), и полубрат на Ернст.
Адолф XI следва в университета във Витенберг и след това придружава баща си в неговите военни походи. След смъртта на баща му той го наследява 1581 г. като граф.
Той умира на 2 юли 1601 г. на 53 години в Минден и е погребан в Щадтхаген. Наследен е от полубрат му Ернст.

## Фамилия
Адолф XI фон Холщайн-Шауенбург се жени на 28 април 1583 г. във Волфенбютел за Елизабет фон Брауншвайг-Волфенбютел (* 23 февруари 1567; † 24 октомври 1618), дъщеря на херцог Юлий фон Брауншвайг-Волфенбютел (1528 – 1589) и съпругата му Хедвиг фон Бранденбург (1540 – 1602). Те имат един син:
- Юлий фон Холщайн-Шауенбург (* 26 октомври 1585; † 21 януари 1601)

Елизабет фон Брауншвайг-Волфенбютел се омъжва втори път на 28 октомври 1604 г. за херцог Кристоф фон Брауншвайг-Люнебург-Харбург.